# Svetlyak (lớp tàu tuần tra)
Tàu tuần tra bờ biển Svetljak (NATO gọi là Svetlyak) được thiết kế để thực hiện nhiều nhiệm vụ, từ nhiệm vụ tuần tra để ngăn bạo lực ở khu vực biên giới bờ biển, để bảo vệ tàu thuyền lớn và vật tư khỏi địch trên mặt nước và trên không. Loại tàu Svetljak bao gồm ba loại:
- - Đề án 10410 - tàu tuần tra được sử dụng cho Hải quân Nga và lực lượng bảo vệ bờ biển - 26 chiếc đang sử dụng
  - Đề án 10411 - Tàu tên lửa với 8 tên lửa SS-N-25 chống tàu chiến.
  - Đề án 10412 - Tàu pháo để xuất khẩu cho Hải quân Slovenia và Hải quân Việt Nam.

## Các quốc gia đang sử dụng
- Nga
  - Hải quân Nga
- Việt Nam
  - Hải quân Việt Nam